# 肺動脈
肺動脈（はいどうみゃく）は、心臓の右心室から肺へ血液を送り出す動脈であり、静脈血（脱酸素化された血液）を運ぶ唯一の動脈である（胎児の臍帯動脈を除く）。
人間の心臓の場合、肺動脈は右心室の肺動脈弁から始まり、比較的太く短い肺動脈幹（長さ5cm、直径3cm程度）を経たのち、2つの肺動脈（左肺動脈、右肺動脈）に分岐して、それぞれ左右の肺に静脈血を運ぶ。